# Trocherateina delecta
Trocherateina delecta är en fjärilsart som beskrevs av William Schaus 1913. Trocherateina delecta ingår i släktet Trocherateina och familjen mätare. Inga underarter finns listade i Catalogue of Life.